# Ізернія (провінція)
Провінція Ізернія (італ. Provincia di Isernia) — провінція в Італії, у регіоні Молізе. 
Площа провінції — 1 529 км², населення — 88 086 осіб.
Столицею провінції є місто Ізернія.

## Географія

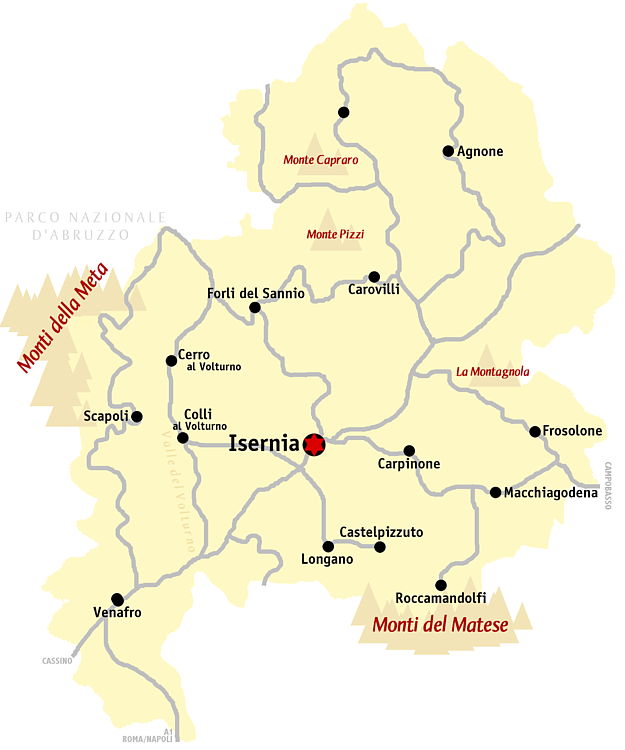
Мапа провінції

Межує на півночі з регіоном Абруццо (провінцією Л'Аквіла і провінцією К'єті), на сході з провінцією Кампобассо, на півдні з регіоном Кампанія (провінцією Казерта), на заході з регіоном Лаціо (провінцією Фрозіноне).

## Основні муніципалітети
Найбільші за кількістю мешканців муніципалітети (ISTAT):
- Ізернія - 21.831 осіб
- Венафро - 11.523 осіб
- Аньйоне - 5.526 осіб
- Фрозолоне - 3.290 осіб

## Історія
Ізернія була відома як Самнітська Езернія, поки не потрапила під римське панування у 263 році до нашої ери. Пізніше ця територія була передана герцогством Беневенто Альчеко за його зусилля проти візантійців з болгарським військом; більша частина цієї території стала графством Молізе. Протягом 9-го століття територія неодноразово грабувалася під час мусульманських вторгнень, а у 847 році постраждала від землетрусу, який зруйнував міста Ізернію та Венафро. Незважаючи на це, місто стало єпископською кафедрою, а у 964 році отримало статус графства. Археологічне відкриття 1979 року поблизу міста Ізернія знайшло докази поселення, що датується періодом палеоліту понад 736 000 років тому.
В окрузі Молізе бенедиктинці заснували монастир Сан-Вінченцо-аль-Вольтурно в провінції Ізернія після падіння Риму в 476 році. Коли територію захопили мусульмани, вони обезголовили від 500 до 900 ченців, а багатьох забрали в рабство; незважаючи на це, монастир продовжував функціонувати і досяг свого піку розквіту в одинадцятому і дванадцятому століттях. Папа Целестин V народився неподалік від Ізернії, а свято провінції відзначається 19 травня, в день канонізації Целестина V. Землетрус 1805 року зруйнував собор Ізернії, який був відбудований на руїнах зруйнованої споруди у 1837 році.   
Провінція привернула до себе увагу під час пандемії COVID-19 в Італії, оскільки станом на 15 березня вона була єдиною зі 110 італійських провінцій, де не було жодного підтвердженого випадку зараження вірусом COVID-19.